# Karen (Veth)
Karen is een olieverfschilderij van de Nederlandse kunstschilder Jan Veth, geschilderd in 1892. De titel van het portret refereert aan de hoofdpersoon uit Hans Christian Andersens sprookje De rode schoentjes. Het paneel bevindt zich in de collectie van het Kröller-Müller Museum te Otterlo.

## Thema
Veth vernoemde het model op het hier besproken portret naar de hoofdfiguur uit het sprookje De rode schoentjes van Hans Christian Andersen. Het sprookje verhaalt van het meisje Karen dat van haar stiefmoeder nieuwe schoenen krijgt. Hoewel het haar verboden was bestelt ze rode schoentjes, die ze voortdurend draagt en bewondert, waardoor ze haar dagelijkse taken en kerkgang verwaarloost. Op een gegeven moment nemen de schoentjes de controle over haar voeten over en beginnen te dansen. Karen kan niet meer stoppen met dansen en vraagt uit wanhoop een houthakker om haar voeten af te hakken. Vervolgens dansen haar afgehakte voeten gewoon verder, met de schoenen nog aan. Karen vindt uiteindelijk de dood.
De moraal van het sprookje is simpel: kinderen horen altijd gehoorzaam te zijn en zeker niet ijdel. Met betrekking tot Veths portret van Karen is opvallend dat ze in driekwart is afgebeeld en dat haar schoenen niet zichtbaar zijn. Bovendien straalt ze een onmiskenbare onschuld uit en lijkt ze verre van ijdel. De verwijzing naar de hoofdfiguur uit De rode schoentjes doet echter vermoeden dat er onderhuids een zeker verlangen smeult om "uit te breken", wellicht onbewust, onderdrukt, in elk geval verborgen voor het oog van de kijker.

## Afbeelding
Het model dat voor Karen poseerde heette eigenlijk Heintje. Heintje was een meisje uit Huizen, "waar het Spaanse bloed nog in herkenbaar was", zoals Henriëtte Roland Holst haar beschrijft, "een brunette, met donkere, als gepenseelde wenkbrauwen en bloedrood zwellende lippen". Veth portretteerde haar een jaar eerder al in een geheel andere, meer dromerige stijl, toen nog beïnvloed door Matthijs Maris, die hij in dat jaar in Londen had bezocht. In het hier besproken werk beeldt hij haar echter heel anders af: sterk gestileerd en in zekere zin ook gedepersonaliseerd. Het meisje kijkt de toeschouwer met grote donkere ogen bijna argeloos aan. Haar edele uitstraling doet denken aan renaissance-schilders als Hans Holbein de Jonge en Giorgione. Ze wordt driekwart afgebeeld met de handen in haar schoot. Het witte Huizer kapje steekt sterk af tegen de donkere achtergrond. De manier waarop het rode jak en blauwe schort in vlakke gladde pâte geschilderd zijn, gevangen in de enkele contourlijn, en vooral de wijze waarop de achtergrond in groene eikenbladeren is weergegeven, verraadt een voorliefde voor het vlak-decoratieve en het lineaire.
Dezelfde gerichtheid op het decoratieve is ook te zien in een steendruk van Heintje/Karen uit 1893, opgenomen in de "Portefeuille der Nederlandsche Etsclub", waar alleen haar hoofd met de witte muts is afgebeeld. Veth omlijstte dit vierkante, lithografische portret met een elegant ornament van ranken en bladeren die doen denken aan schakels van een halssnoer. Dit soort vlak-decoratieve, op synthetische eenvoud gerichte portretten zijn redelijk uitzonderlijk binnen het oeuvre van Veth en dateren vrijwel uitsluitend uit de periode 1892-1893, toen hij sterk onder invloed stond van zijn toenmalige vriend Richard Roland Holst.

## Galerij

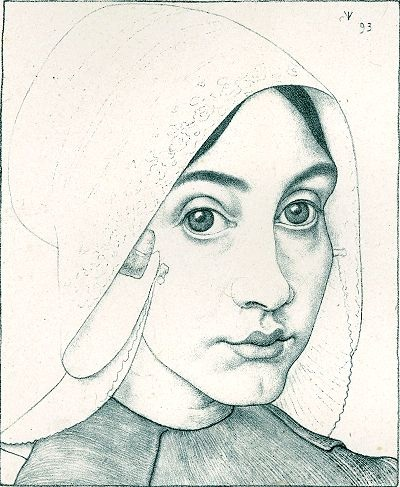
Veth: Karen, steendruk, 1893, ook met decoratieve elementen.
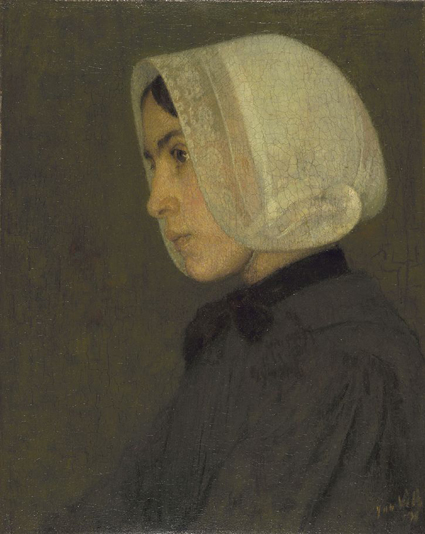
Veth: Heintje, 1891, in een nog sterk afwijkende stijl.
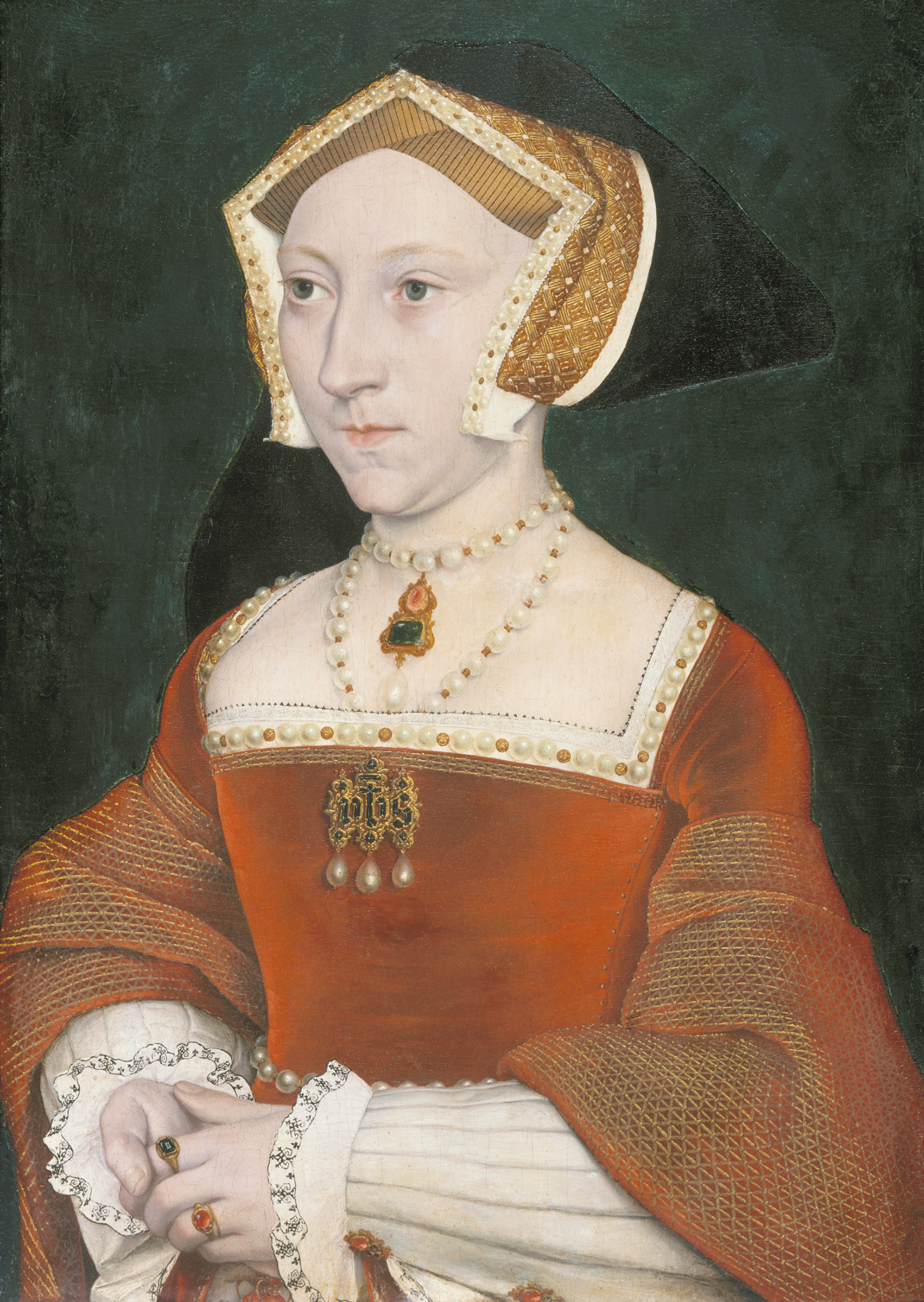
Holbein: Jane Seymour, ca. 1540.
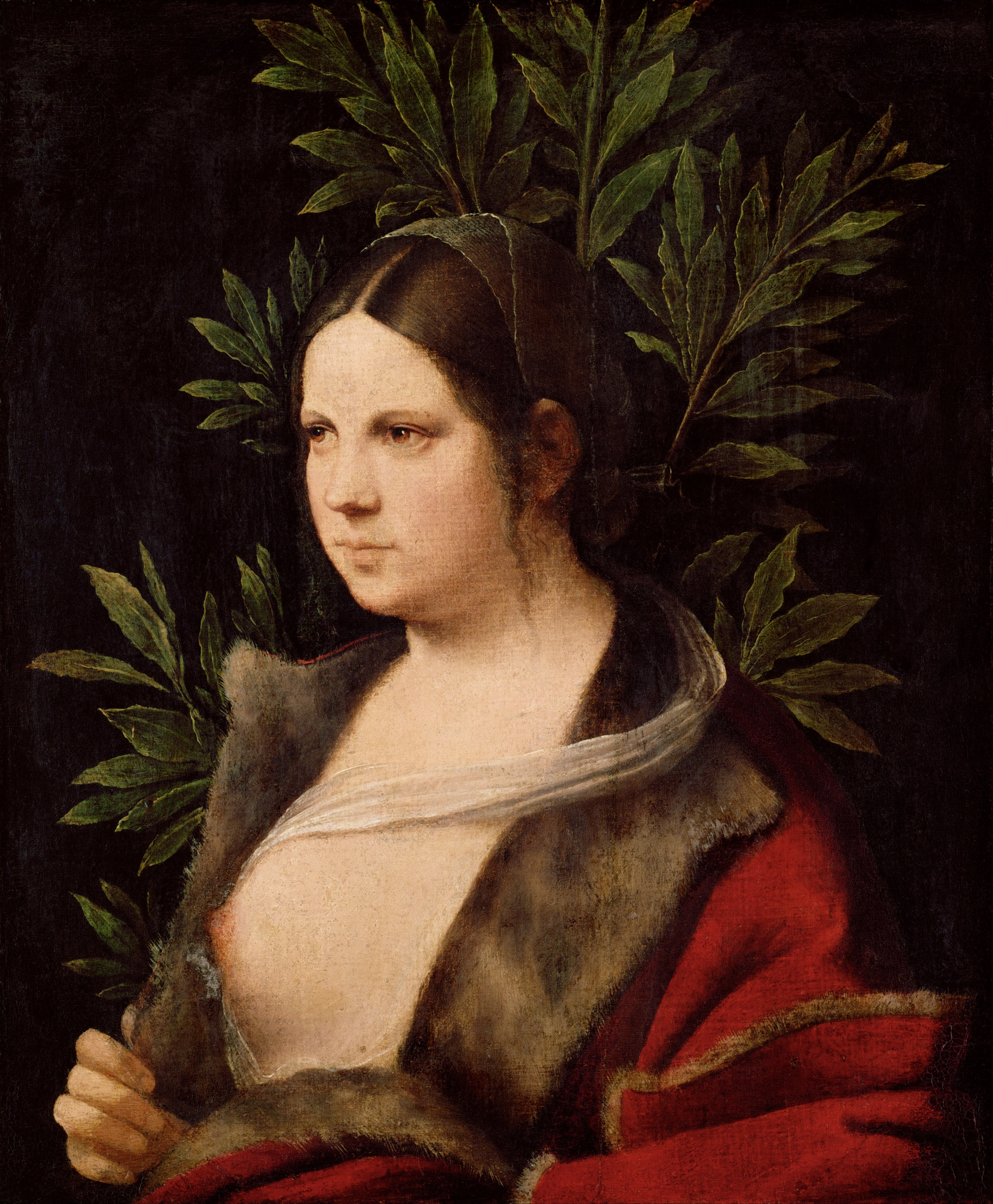
Giorgione: Laura, 1506, met een achtergronddecoratie van laurierbladeren.